# 山本高樹
山本 高樹（やまもと たかき、1964年 - ）は、日本のジオラマ作家。映画、コマーシャル、テレビなどの映像美術、博物館などの展示美術の製作を手掛ける。昭和の町並みや民家などをテーマに制作したジオラマを制作している。

## 略歴
1964年、千葉県市川市生まれ。世田谷区立玉川中学校、都立桜町高校を経て、日活芸術学院に進学。卒業後、映画、テレビ、ＣＭなどの映像美術の仕事に携わる。1998年、「帝都物語」の特撮美術や、1992年、「七人のおたく cult seven」のフィギュア・ジオラマを制作。1990年頃から、古い町並み、古民家などに興味を持ち、各地を取材し、昭和の町並みとそこに住まう人々をテーマにジオラマ作品を作成するようになる。CG、コンピューター、デジタルに押されて、模型部門の仕事が減り、2001年からジオラマ作家として独立。昭和の心象風景シリーズ」の制作を開始。2004年、東京都青梅市に、作品ギャラリー『昭和幻燈館』を開館。名誉館長となる。2012年、NHKの連続テレビ小説「梅ちゃん先生」のタイトルバックのジオラマを作成し、注目を集めた。現在、このジオラマは、NHK放送博物館で展示されている。
2020年には、トキワ荘マンガミュージアムの公開に伴い、トキワ荘ジオラマを作成。現在ではジオラマ作家として、昭和を舞台としたジオラマ作品を中心に制作・販売している。

## 山本高樹 昭和幻風景ジオラマ展
単なる情景模型ではない、今はない日本の原風景を『幻風景』として蘇らせるというテーマをもとに開催されたジオラマ展。2012年、日本橋高島屋店の展示を皮切りに、全国20箇所以上で展示会が行われた。
- 日本橋高島屋 - 2012年10月[6]
- 八戸市八食センター - 2012年11月[7]
- 福岡三越 - 2013年1月[8]
- 大阪高島屋 - 2013年1月
- 仙台市藤崎百貨店 - 2013年2月[9]
- 京都高島屋 - 2013年2月[10]
- 宮崎県総合博物館 - 2013年3月[11]
- 大宮高島屋 - 2013年4月[12]
- 島根一畑百貨店 - 2013年5月
- 岡山新見美術館 - 2013年5月[13]
- 青森さくら野百貨店 - 2013年6月
- 横浜高島屋 - 2013年7月[14]
- 新潟三越 - 2013年8月[15]
- 岐阜高島屋 - 2013年8月[16]
- 天童市広重美術館 - 2013年9月[17]
- 玉川髙島屋本館 - 2014年3月[18]
- 高知県立美術館 - 2014年4月[19]
- 十和田市民交流プラザ - 2014年10月[20]
- 柏高島屋T館 - 2015年1月[21]
- 鳥取県立博物館 - 昭和幻風景×家族のきずな「山本高樹ジオラマ展と安部朱美創作人形展」として開催2015年4月[22]
- 米沢市上杉博物館 - 戦後70年・昭和90年－忘れてはいけないこと－ 昭和幻風景山本高樹ジオラマ展として開催2015年7月[23]
- 信州高遠美術館 - 2016年4月[24]
- 阪神百貨店梅田本店 - 山本高樹 昭和幻風景ジオラマ展「あの頃の下町」として開催、2016年4月[25]
- 市川市文学ミュージアム - 2016年9月[26]

## 作品
- 昭和の心象風景シリーズ - 2001年
- 尾道 ガウディハウス - 2001年
- 雪国の市 越後十日町 - 2002年
- 見世物小屋の立つ縁日 - 2003年
- 怨霊伝説 - 2004年、カバヤ食品の企画食玩
- 凌雲閣の怪人 浅草 - 2005年
- 路地奥の井戸広場 本郷 - 2005年
- 神保町の古書街 神田 - 2005年
- 川っぺりの町 - 2006年
- 深川界隈 - 2006年
- トキワ荘 - 2007年、青梅赤塚不二夫会館にて展示
- 懐かしの昭和展 - 2007年、八重洲地下街にて展示
- 明神湯 - 2007年、テプコ浅草館「下町と銭湯の物語展」にて展示
- 映画「ゆめまち観音」 - 2008年、テプコ浅草館「再現!浅草六区の賑わい展」にて展示
- 墨東の色町 - 2009年、東京古書会館「永井荷風展」にて展示
- 青梅猫町横丁 - 2009年、青梅「天才バンザイ菊千代展」にて展示
- 昭和の伊豆榮 - 2009年、上野「伊豆榮本店」にて展示
- 浅草ロック座 - 2009年
- 新潟展 - 2010年、テプコ浅草館にて展示
- バベルの塔 - 2012年、NHKBSプレミアム「極上美の饗宴」用に制作
- 梅ちゃん先生 タイトルジオラマ - 2012年、現在はNHK放送博物館に常設展示
- 連続テレビ小説『梅ちゃん先生』番組展 - 2012年、大田区民ホールアプリコにて展示[27]
- ヘボン邸ジオラマ - 2013年、横浜開港資料館「宣教医ヘボン～ローマ字・和英辞書・翻訳聖書のパイオニア～」展(明治学院共催) にて展示
- 京都高島屋 - 2013年、世田谷美術館「暮らしと美術と高島屋展」にて2点展示
- 驚異のミニチュア展 - 2018年、羽田空港第2ターミナルフライトデッキにて展示
- 町田忍のジオラマで見る、昭和・江戸銭湯展 - 2019年、町田忍との合作、「gallery yururi」（ギャラリー・ユルリ）にて展示[28]
- 高島屋東別館のジオラマ - 2020年、リニューアルオープンした高島屋資料館にて展示[29]
- トキワ荘ジオラマ - 2020年、豊島区マンガミュージアムにて展示[5]

## 出版・連載
- 模型日和下駄 - 2003年、電撃ホビーマガジン
- 荷風のいる風景 - 2004年、荷風！日本文芸社発行
- 昭和ヂオラマ館―山本高樹作品集 (DENGEKI MASTERPIECE SERIES) - 2006年、メディアワークス、ISBN 4840235678
- 作品集「昭和幻風景―山本高樹ジオラマ作品集」 - 2012年、大日本絵画、ISBN 9784499230834

## 放送
- BSi 番組「超・人 街の似顔絵師」 - 2007年5月6日放送出演
- 山本高樹ＰＲＥＳＥＮＴＳ昭和ヂオラマ劇場 - 2007年、＠ニフティ動画サイト
- 映画「ゆめまち観音」 - 2008年、人形と美術を担当
- NHK「ラジオ深夜便」明日への言葉 - 2012年9月10日放送出演
- NHK「いっと6けん」 - 2012年10月23日放送出演
- テレビ朝日「タモリ倶楽部 無二の世界観が炸裂！！異能のジオラマ作家名鑑」 - 2014年10月31日放送出演[30]
- テレビ朝日「デザインコード」 - 2016年6月11日放送出演
- NHK「ひるまえほっと」 - 2016年11月2日放送出演
- テレビ朝日「あいつ今なにしてる？」 - 2017年4月26日放送出演[31]
- CBCテレビ「あなたの思い出ジオラマにしませんか」 - 2019年1月4日放送、銀座のキャバレー「白いばら」のジオラマ製作[32]

## プラモデル・模型
- プラッツ 木製建築模型キット - 2012年、梅ちゃん先生大衆酒場、梅ちゃん先生電気商店の模型キット[33]
- プラッツ 昭和の光景再現プラモシリーズ - 2018年、ベビーカステラ屋、人生横丁などのプラモシリーズ[34]

## その他
- 2004年、東京都青梅市の昭和幻燈館に常設のジオラマ展示
- 2010年、六本木森アーツセンターギャラリーにて「北原照久超驚愕現代アートコレクション」にジオラマ展示
- 2011年、アメリカメンフィスにて「サービスマスターコンベンション」にジオラマ展示
- 2012年、セブンイレブンのクリスマスケーキのカタログの表紙にクリスマスの街中のジオラマが掲載